# Малеев, Александр Яковлевич
Александр Яковлевич Малеев (1884; г. Ковров; Владимирская губерния — 12 декабря 1905 год; станция Орехово-Зуево; Московская губерния) — ковровский революционер, подпольщик, член Коммунистической партии с 1904 года, член РСДРП(б), участник революции 1905 года.

## Биография
Александр Малеев родился в 1884 году в городе Ковров в семье котельщика Ковровских железнодорожных мастерских Якова Малеева. Учился в начальной школе и затем кончил техническое училище. После служил в Москве в Кулебакском заводе машинистом, но в 1905 году был уволен за политические воззрения. В Ковров вернулся уже зрелым большевиком. Активный участник революции 1905 года. Состоял в боевой дружине Ковровских железнодорожных мастерских. В дни Декабрьского вооруженного восстания по поручению комитета РСДРП (б) ездил в Москву вместе с делегацией рабочих железнодорожных мастерских. 12 декабря 1905 года на обратном пути вел поезд с делегатами А. Гнусиным, М. Лютовым, И. Гуниным и на станции Орехово-Зуево был убит астраханскими казаками. На следующий день за телами убитых приехали ковровские большевики Вячеслав Кангин, Флегонт Талантов, Сергей Соколов и Анисим Соловьев но те тоже были убиты. Александра Малеева похоронили в Покрове. Через год, гроб с прахом Малеева был перевезен на родину в Ковров. 

## Адреса

### В Коврове
- конец XIX — 1905 — ул. Борцов 1905 года, 5.

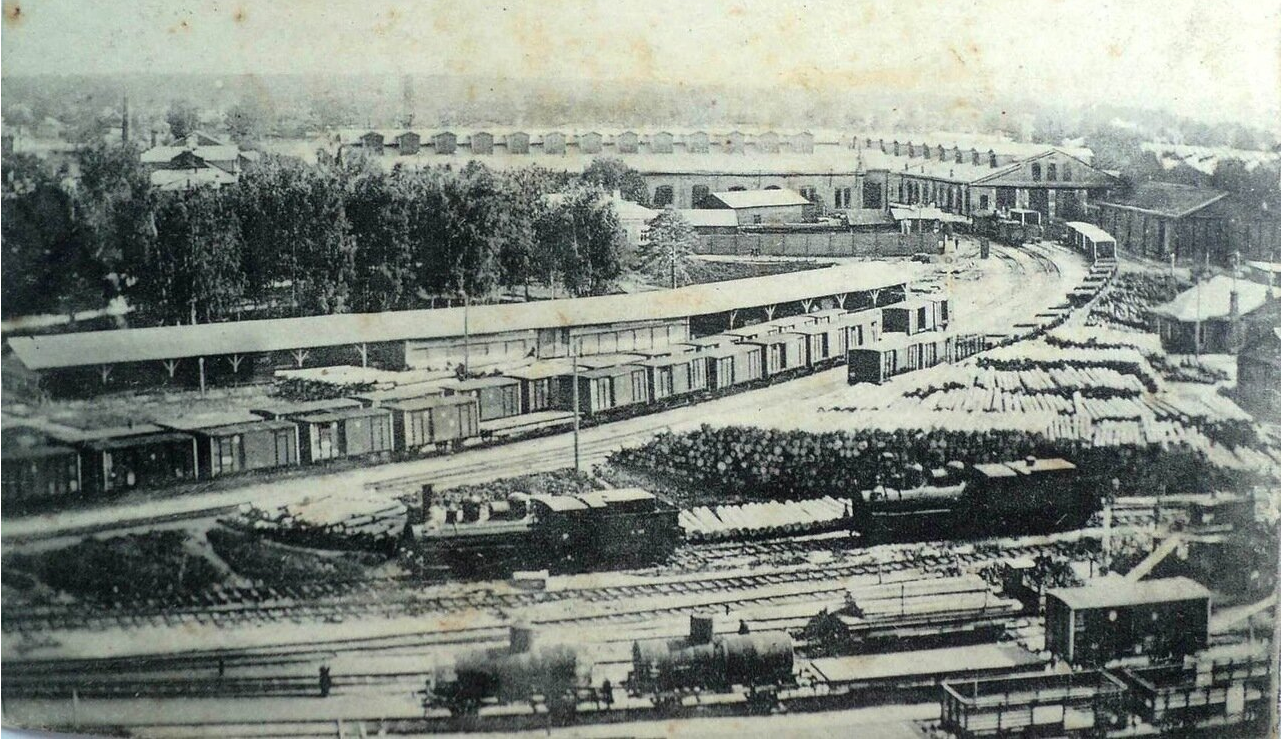
Железнодорожные мастерские в Коврове
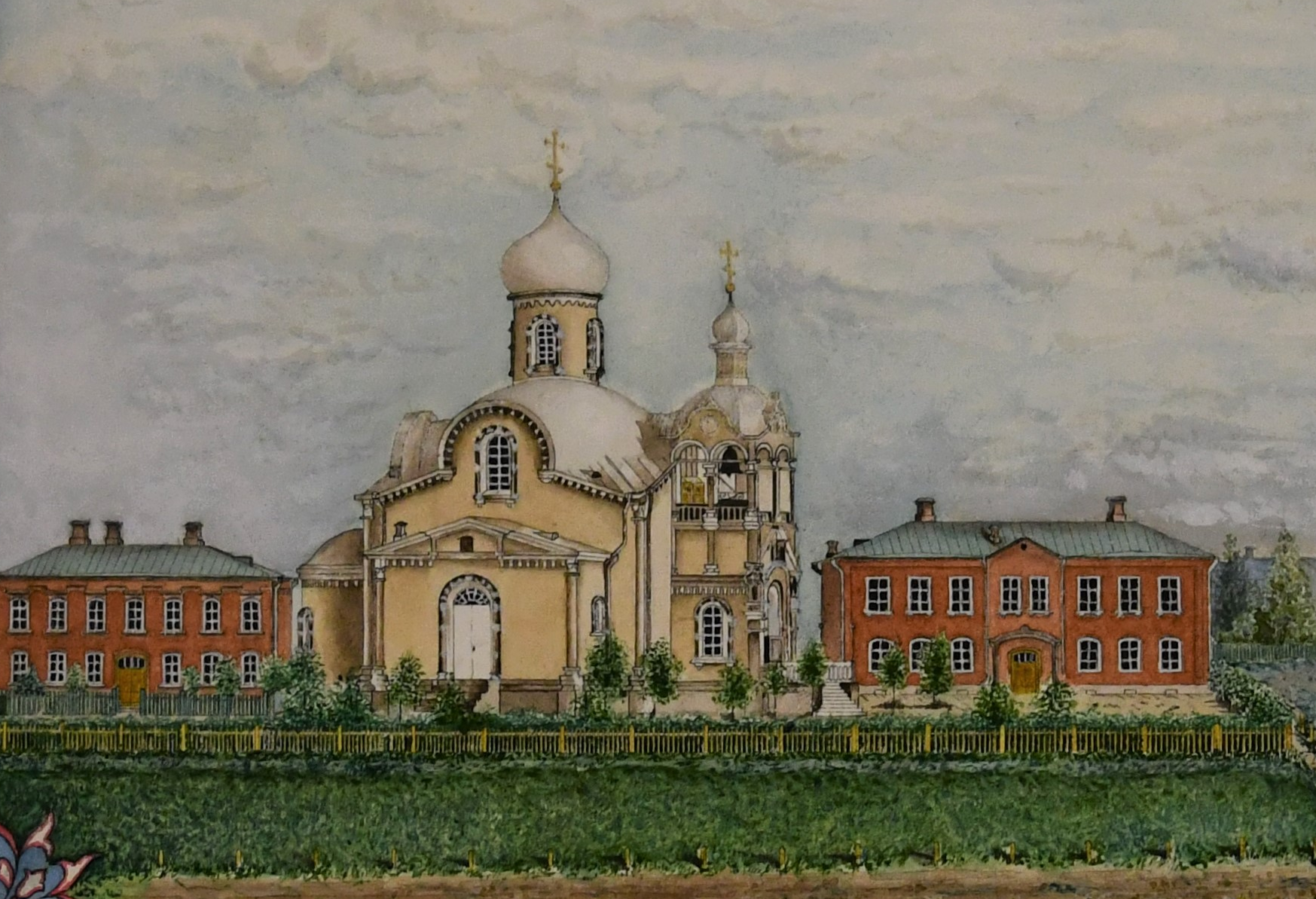
Начальная школа железнодорожного училища (слева), церковь Феодоровской иконы Богоматери (в середине), Ковровское железнодорожное училище (справа), в котором учился Александр Малеев.